# Антананариву
Антананари́ву (малаг. Antananarivo, Тананари́ве, фр. Tananarive, Та́на, Tana) — столица Мадагаскара и административный центр одноимённой провинции. Город расположен в центральной части острова Мадагаскара, на Высоком плато, на высоте 1240—1470 метров над уровнем моря. 
Население, по данным 2021 года, — 2 610 018 человек.
Является железнодорожным и автомобильным узлом, железной дорогой соединён с восточным побережьем (городом Туамасиной), с районом озера Алаутра (городом Амбатундразака) и с городом Анцирабе. Автодороги связывают столицу со всеми провинциями. В Антананариву находится международный аэропорт Ивату.

## Этимология
Город был основан в XVII веке. Его малагасийское название — Антананариву — означает «тысяча селений» (an- — приставка, -tanana- — «селение», -arivo — «тысяча»). Устаревшая форма названия — Тананариве (фр. Tananarive).

## История

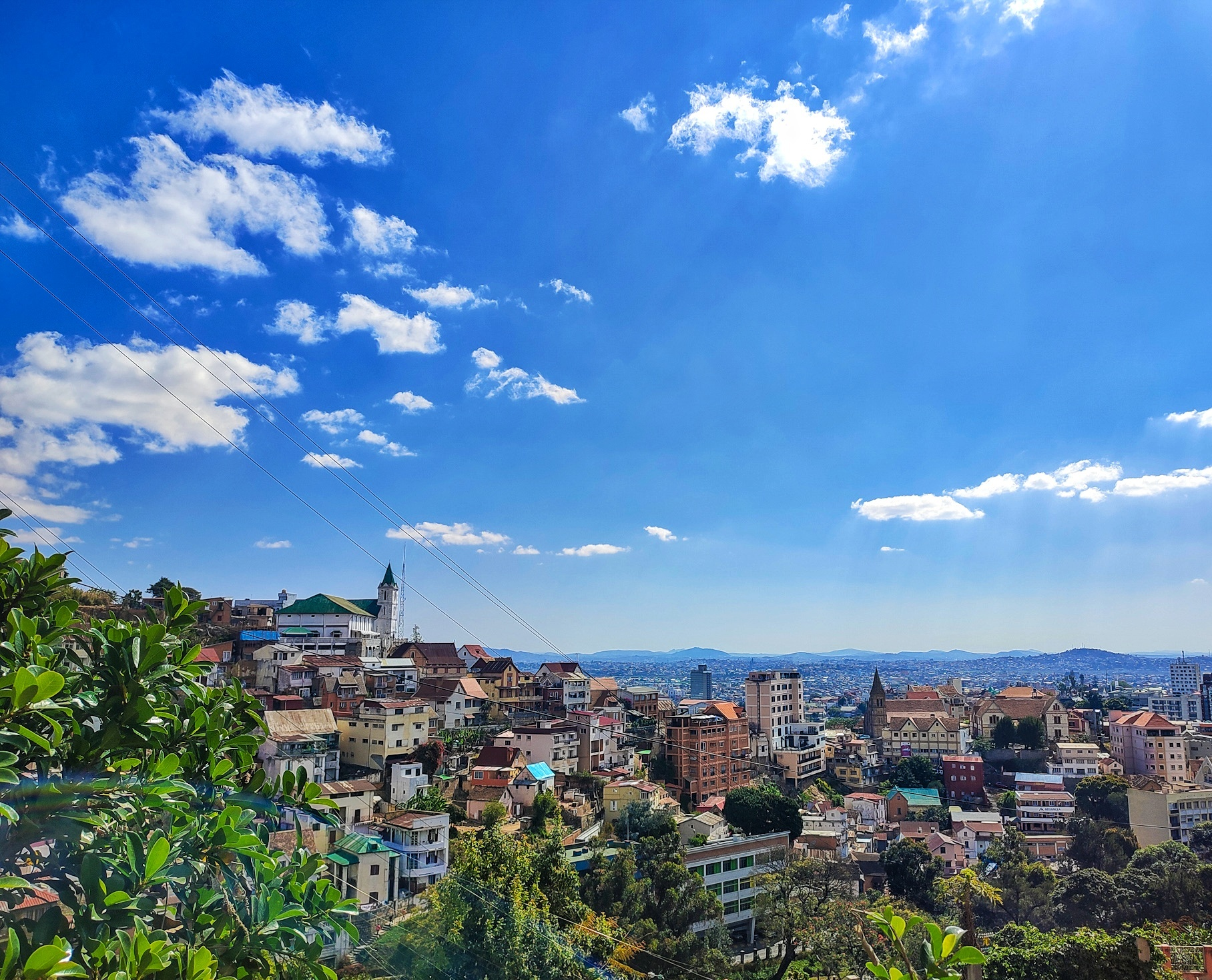
Вид на город

Город был основан в первой половине XVII века на холме Аналаманга королём Имерины Андриандзакой. С 1794 года являлся столицей Имерины, затем королевства Мадагаскар (Малагасийского королевства). С 1896 года, после французской колонизации и низложения королевы Ранавалуны III, город носил название Тананариве, которое сохранялось до 1975 года, был столицей колонии Мадагаскар. С июня 1960 года был столицей независимой Малагасийской Республики, с декабря 1975 года — Демократической Республики Мадагаскар, с сентября 1992 года является столицей Республики Мадагаскар.

## Архитектура
Долгое время в городе почти не было каменных зданий, за исключением королевского дворца Рува (1828 год, перестроен в 1880-х гг.), поскольку их строительство было запрещено указом королевы Ранавалуны I в 1825 году.
Город расположен на трёх холмах, соединённых между собой системой тоннелей и лестниц. Сочетает старинные сооружения, исторические памятники и современные здания европейского типа. Преобладает малоэтажная застройка. На самом высоком месте расположен район Рува с древней резиденцией королей, дворцовые сооружение премьер-министра страны. В центре города, вокруг озера Ануси, размещены современные административные здания. Промышленные кварталы находятся на севере, западе и востоке столицы, жилые кварталы занимают склоны холмов.

## Население
| Год  | Численность | Численность |
| ---- | ----------- | ----------- |
| 1965 | 321 600     | [ 6 ]       |
| 1984 | 765 000     | [ 7 ]       |
| 1995 | 800 000     | [ 8 ]       |
| 2001 | 1 403 449   |             |
| 2015 | 2 610 000   | [ 9 ]       |
| 2018 | 1 275 207   | [ 1 ]       |

## Образование, учреждения науки и культуры
В Антананариву находятся главные учебные заведения, научные учреждения, библиотеки и музеи Мадагаскара: Малагасийская академия наук (с 1902 года), Университет Антананариву (с 1961 года), Национальная библиотека Мадагаскара (с 1961 года), Национальный архив Мадагаскара (с 1958 года), Исторический музей, который открыт в Руве с 1897 года, Музей искусств и археологии Университета Антананариву.
В Антананариву проводятся театрализованные танцевально-песенные представления народного театра Хира Гаси (малаг. Hira Gasy, с 1960 года), представления театральных трупп «Жаннет» (фр. troupe Jeannette, с 1929 года) и «Антананариву театр» (малаг. Antananarivo Teatra).
В Антананариву находится обсерватория, ботанический и зоологический сад «Цимбазаза».

## Экономика
Антананариву — экономический, финансовый, административный и торговый центр страны. Здесь находятся предприятия пищевой, кожевенной, швейной, деревообрабатывающей и полиграфической промышленности, а также автосборочный завод и производство стройматериалов.
В Антананариву находился традиционный малагасийский рынок Зума.

## Климат
Климат Антананариву очень ровный и мягкий, что вызвано довольно значительной высотой над уровнем моря (почти 1300 м) и смягчающим влиянием морей, окружающим остров. Климат близок к субэкваториальному, но температурный режим делает его ближе к субтропическому муссонному климату. Влажный сезон длится с октября по апрель, сухой сезон длится с мая по сентябрь. Для сухого сезона характерны тёплые дни и прохладные ночи.
| Показатель                    | Янв. | Фев. | Март | Апр. | Май  | Июнь | Июль | Авг. | Сен. | Окт. | Нояб. | Дек. | Год  |
| ----------------------------- | ---- | ---- | ---- | ---- | ---- | ---- | ---- | ---- | ---- | ---- | ----- | ---- | ---- |
| Абсолютный максимум, °C       | 33,0 | 32,0 | 33,0 | 31,8 | 30,2 | 32,6 | 27,0 | 28,9 | 32,3 | 33,1 | 33,3  | 32,1 | 33,3 |
| Средний суточный максимум, °C | 26,6 | 26,5 | 26,5 | 25,5 | 23,7 | 21,2 | 20,6 | 21,7 | 24,2 | 26,0 | 27,0  | 27,2 | 24,7 |
| Средняя температура, °C       | 20,8 | 20,8 | 20,7 | 19,5 | 17,3 | 15,1 | 14,3 | 14,9 | 16,8 | 18,7 | 20,1  | 20,7 | 18,3 |
| Средний суточный минимум, °C  | 17,3 | 17,3 | 17,0 | 15,4 | 13,2 | 10,9 | 9,9  | 10,3 | 11,4 | 13,6 | 15,2  | 16,7 | 14,0 |
| Абсолютный минимум, °C        | 10,9 | 11,0 | 10,0 | 9,0  | 4,0  | 2,0  | 2,0  | 4,4  | 2,3  | 6,0  | 9,3   | 10,5 | 2,0  |
| Норма осадков, мм             | 340  | 290  | 191  | 55   | 19   | 4    | 8    | 6    | 10   | 68   | 135   | 311  | 1437 |
| Источник: Погода и климат     |      |      |      |      |      |      |      |      |      |      |       |      |      |

## Города-побратимы
- Ереван, Армения[11];
- Сучжоу, Китай;
- Ницца, Франция;
- Фонтене-о-Роз, Франция;
- Воркута, Россия;